# دوریس شرودر کوپف
دوریس شرودر کوپف (۵ اوت ۱۹۶۳) روزنامه‌نگار و سیاستمدار آلمانی است. او چهارمین همسر صدراعظم سابق آلمان گرهارد شرودر بود. مقالات او در روزنامه‌ها و مجلات از جمله بیلت و فوکوس منتشر شده است.

## زندگی شخصی

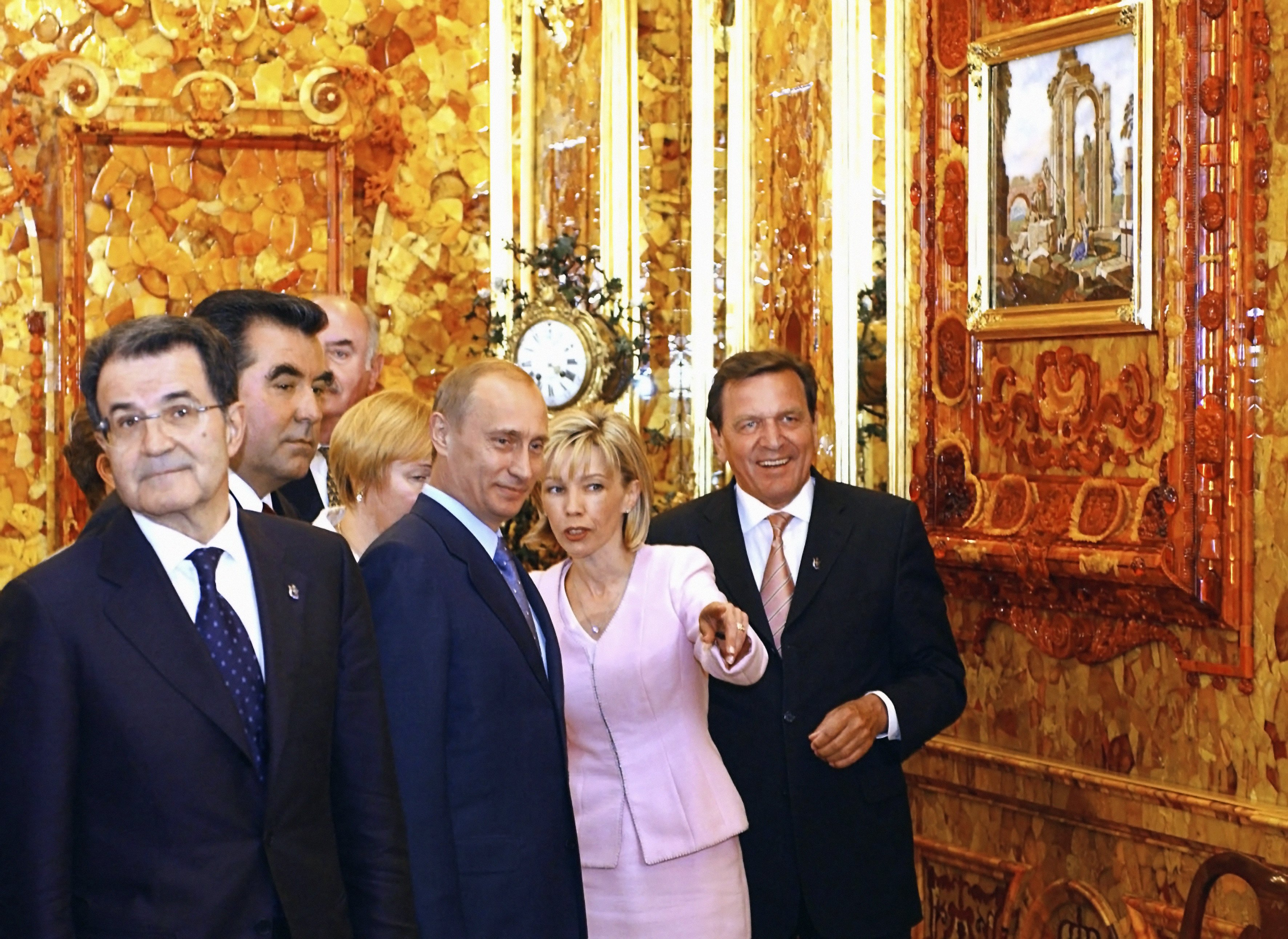
با ولادیمیر پوتین (چپ) و گرهارد شرودر (راست) در سال ۲۰۰۳

کوپف و شریکش سون کونتزه در سال ۱۹۹۰ به شهر نیویورک نقل مکان کردند و در سال بعد صاحب دختری به نام کلارا شدند. بلافاصله پس از تولد، از هم جدا شدند و کوپف با کودک خود به بایرن بازگشت. در اکتبر ۱۹۹۷، کوپف با گرهارد شرودر، وزیر و رئیس وقت نیدرزاکسن ازدواج کرد. این زوج ویکتوریا سه ساله از سنت پترزبورگ را در سال ۲۰۰۴ و پسری به نام گرگور را در سال ۲۰۰۶ به فرزندی پذیرفتند.
آنها در مارس ۲۰۱۵ از هم جدا شدند و در ژانویه ۲۰۱۸ طلاق گرفتند.

## فعالیت سیاسی
در آوریل ۲۰۱۳، شرودر-کوپف به عنوان عضو لاندتاگ نیدرزاکسن برای حزب سوسیال دموکرات (SPD) انتخاب شد، جایی که او در کمیته امور داخلی و ورزش و همچنین در کمیته فرعی آن در رسانه‌ها کار می‌کرد. علاوه بر این، او به عنوان کمیسر ایالتی در امور مهاجرت و مهاجرت برای نیدرزاکسن در دولت ایالتی وزیر و رئیس‌جمهور استفان ویل منصوب شد.